# Endlosschleife (Programmierung)
Eine Endlosschleife ist in der Programmierung eine Schleife, die nach jeder Abarbeitung erneut abgearbeitet wird, falls die Ausführung nicht durch äußere Einflüsse abgebrochen wird. Äußere Einflüsse sind dabei solche, die im regulären Ablauf des Programms nicht vorgesehen sind, beispielsweise das Abschalten des Computers. Es gibt jedoch auch Programme mit absichtlichen Endlosschleifen, bspw. Ereignisschleifen (englisch event loop oder message dispatcher), darunter solche, die ohne aktives Warten auskommen.

## Überblick

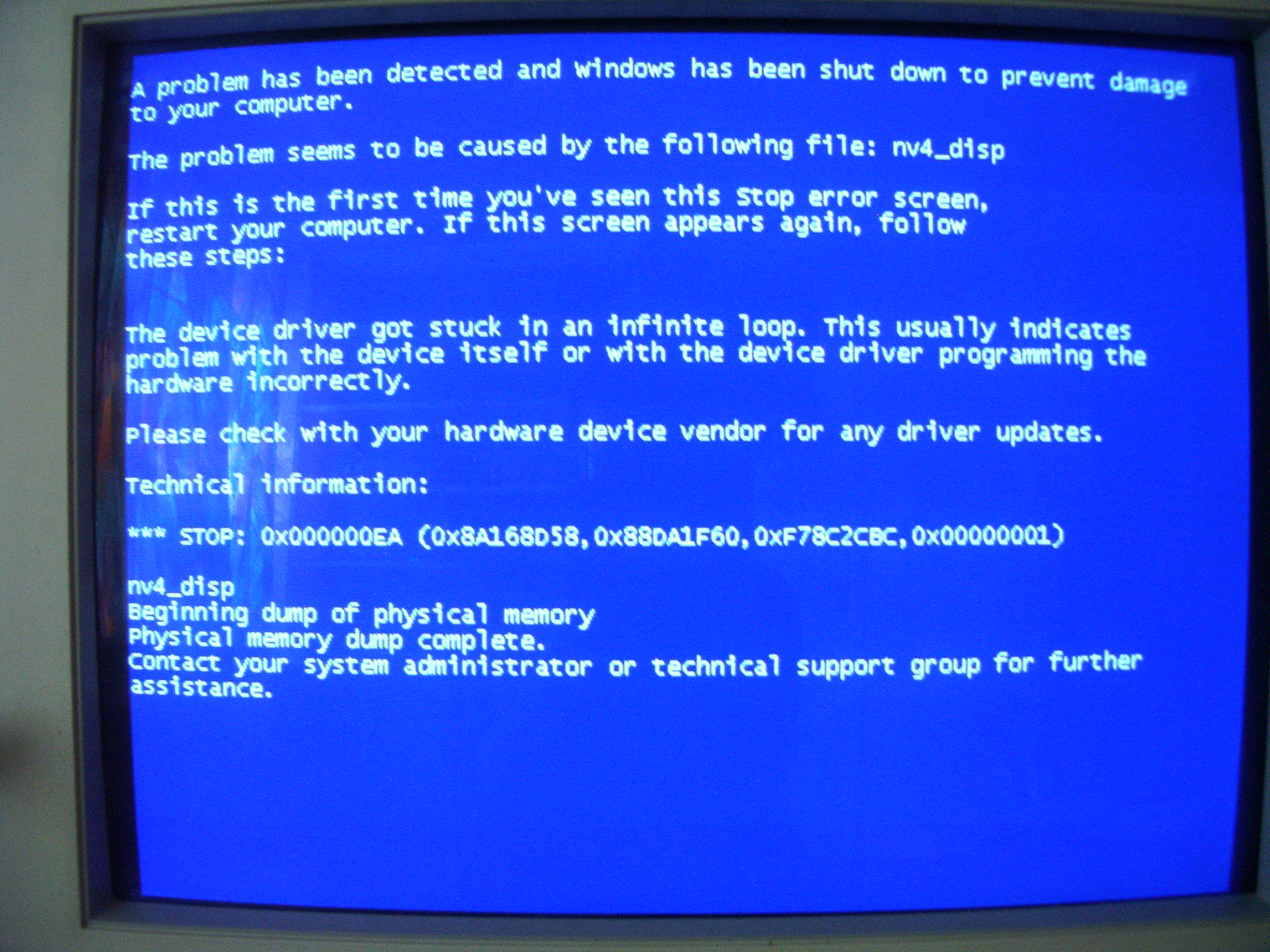
Infinite loop/Endlosschleife laut Blue Screen Of Death

Endlosschleifen können bei der Programmierung durch Fehler entstehen, wenn die Abbruchbedingung nicht definiert ist oder nicht eintreten kann.
Genaugenommen ist zu unterscheiden, ob eine Schleife kein Abbruchkriterium hat, ob es nie erfüllt ist oder ob dieses nur für bestimmte Eingangsparameter der Fall ist. Der erste Fall wird entweder ganz bewusst gewählt oder kann durch Debuggen des Programms einfach gefunden werden. Der zweite verhält sich konzeptionell ähnlich, der letzte Fall ist fast immer unerwünscht und kann sehr schwer zu finden sein, da er nur sehr selten eintritt. Dies tritt ein, wenn der Zustand des Programms zu Beginn der Schleife die Schleifeninvariante nicht erfüllt.
Fehlerhafte Abbruchbedingungen verursachen häufig unbeabsichtigte Endlosschleifen. Je nach Programm kann sich ein solcher Fehler unterschiedlich äußern. Falls innerhalb des Schleifenrumpfs wiederholt Ressourcen – wie beispielsweise Hauptspeicher – belegt und nicht wieder freigegeben werden, so führt dies im Allgemeinen zu einem Speicherleck. Endlosschleifen können sich aber auch durch simple Inaktivität des Programms dem Benutzer gegenüber äußern („Einfrieren“).
Bei Geräten, bei denen kein geordnetes Abschalten („Herunterfahren“) vorgesehen ist, gibt es oft zumindest eine Endlosschleife, die in dessen Grundzustand auf Benutzereingaben wartet.
Sofern ein Computersystem Möglichkeiten zum geordnete Abbrechen eines Programms oder Ablaufs bietet, können Programme auch absichtlich Endlosschleifen besitzen. Üblich ist dies bei Multitasking-Systemen für „Event-Schleifen“, die auf Benutzereingaben warten. Bei einem Singletasking-System arbeitet allenfalls eine gleichzeitig. Endlosschleifen werden dann über die gebotenen äußeren Abbruchmöglichkeiten beendet.

## Beispiele
- Eine Iteration, welche die Abbruchbedingung nicht erfüllt.

```
int
 
number
 
=
 
0
;

while
 
(
number
 
<
 
10
)
 
{

    
// Hier fehlt ein Inkrement der Variable.

    
// Beispiel: number += 1;

}

```

oder
```
double
 
number
 
=
 
0.1
;

while
 
(
number
 
!=
 
1.0
)
 
{

    
number
 
+=
 
0.1
;

    

    
// Da 0.1 in binärer Form periodisch ist, wird 1.0 nie exakt erreicht.

}

```

- Eine Rekursion, die keine Abbruchbedingung erreicht. In diesem Fall stürzt das Programm wegen eines Stapelüberlaufs ab.

```
void
 
recursion
(
int
 
number
)
 
{

    
// Hier fehlt eine Abbruchbedingung.

    
// Beispiel: if (number >= 10) return;

    

    
recursion
(
number
 
+
 
1
);

}

```

- Der einfachste Fall für eine Endlosschleife ist eine Schleifenbedingung, die immer wahr ist. Wenn jedoch innerhalb der Schleife eine oder mehrere break-Anweisungen stehen, dann ist es keine Endlosschleife mehr.

```
int
 
number
 
=
 
0
;

while
 
(
true
)
 
{

    
// Hier fehlt ein Schleifenabbruch.

    
// Beispiel: if (number >= 10) break;

    

    
number
 
+=
 
1
;

}

```

- Ein Sprungbefehl, der das Programm nie verlässt.

```
int
 
number
 
=
 
0
;

begin
:

// Hier fehlt ein bedingter Sprung.

// Beispiel: if (number >= 10) goto end;

number
 
+=
 
1
;

goto
 
begin
;

end
:

```

## Gegenmaßnahmen
Um unbeabsichtigten Endlosschleifen in Programmen vorzubeugen, kann die Schleifenbedingung formal verifiziert werden (z. B. mit dem wp-Kalkül). Das ist jedoch bereits bei kleinen Programmen ein sehr aufwändiger Prozess und im Allgemeinen sogar ein unlösbares Problem (siehe Halteproblem).
Eine andere Methode, die unbeabsichtigte Endlosschleifen zwar nicht verhindern kann, sie jedoch zeitlich begrenzt, ist ein sog. Watchdog: Wenn ein Programm nicht mehr regelmäßig signalisiert, dass es vorschriftsmäßig läuft, kann dieser entsprechend reagieren (z. B. den Benutzer benachrichtigen oder das Programm beenden).